# Anaklia

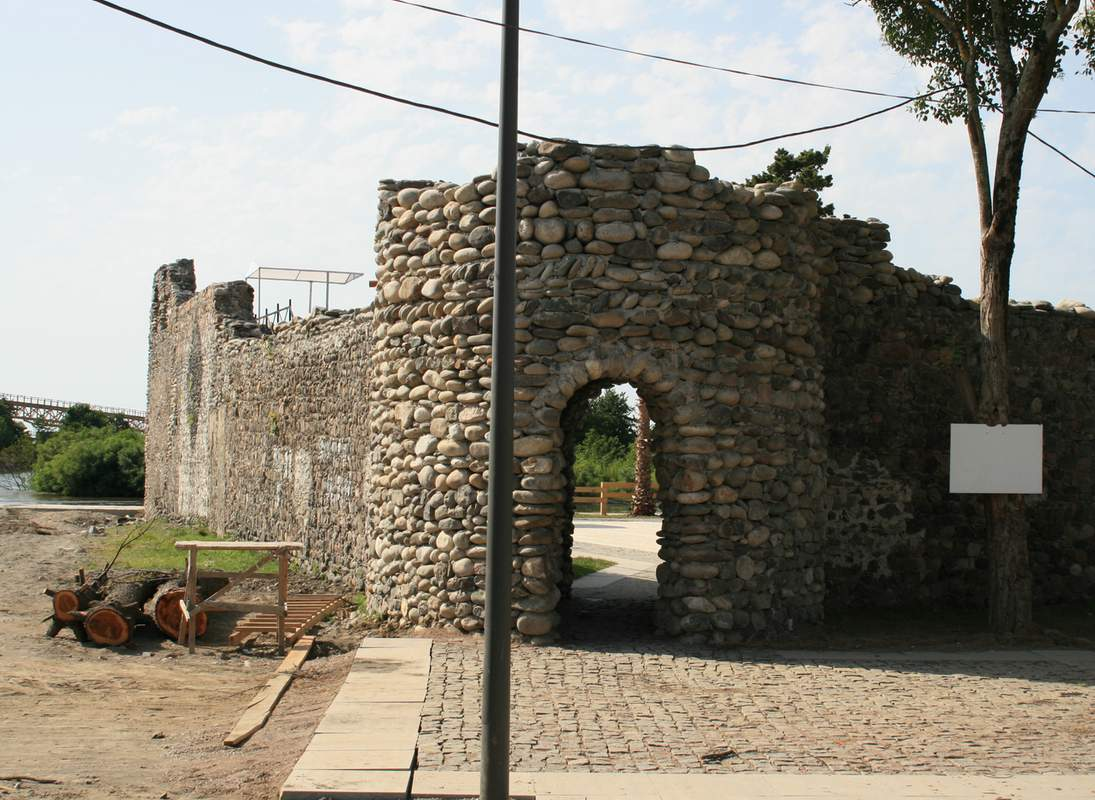
Anaklias fort

Anaklia (georgiska: ანაკლია) är en turistort vid Georgiens Svarta havskust i distriktet Zugdidi och regionen Megrelien-Övre Svanetien. Den ligger vid mynningen av floden Enguri och nära gränsen till utbrytarstaten Abchazien.
Anaklia omnämndes för första gången 1703. Efter kriget i Abchazien 1992–1993 öppnades en rysk fredsbevarande postering vid Anaklia. År 2006 rapporterade Georgiens försvarsministerium att 1600-talsfortet skadats av ryska trupper. Till följd av massiva protester stängdes den ryska posteringen i juli år 2007.

## Bildgalleri

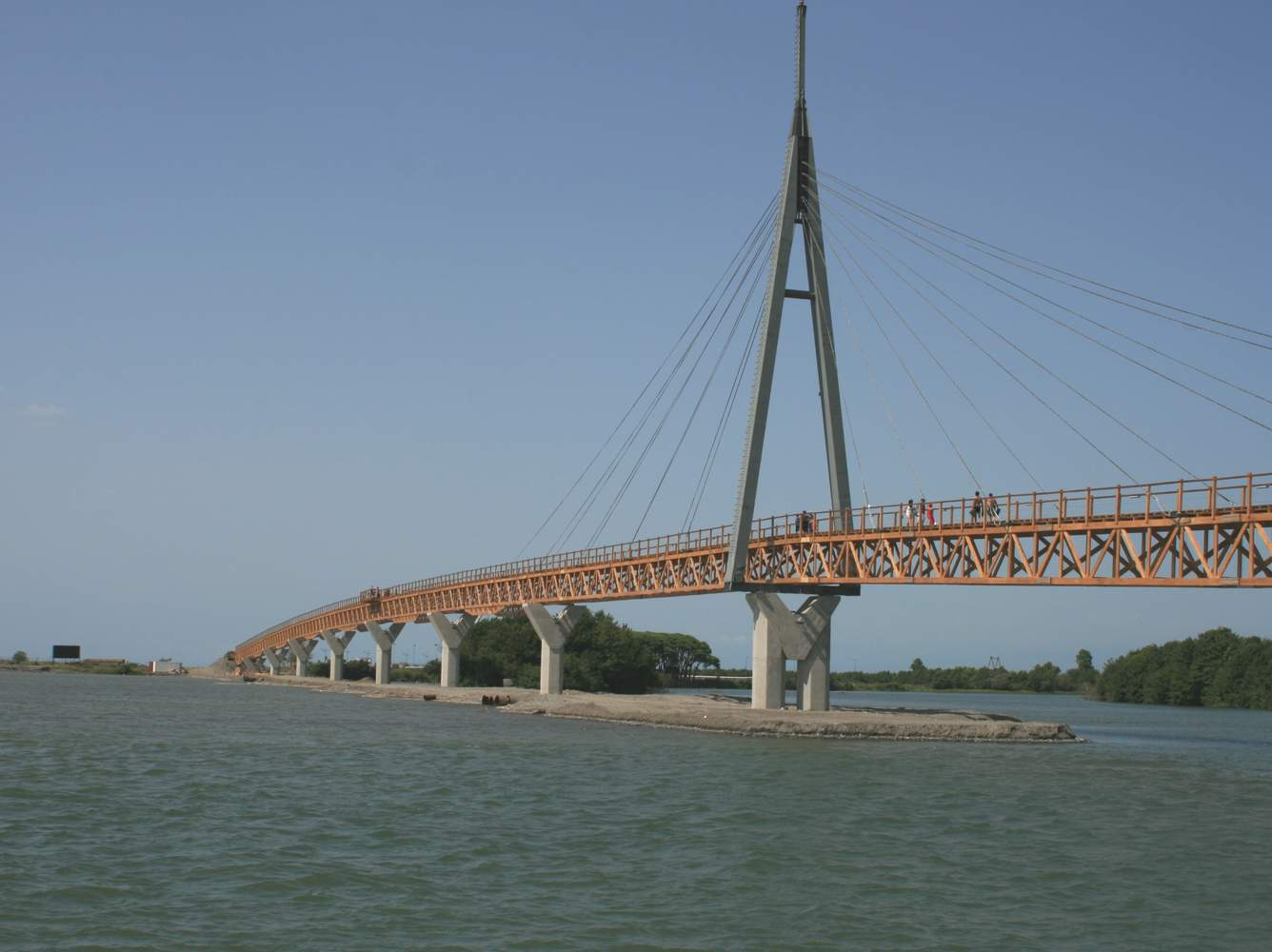
Gångbron över mynningen av floden Enguri
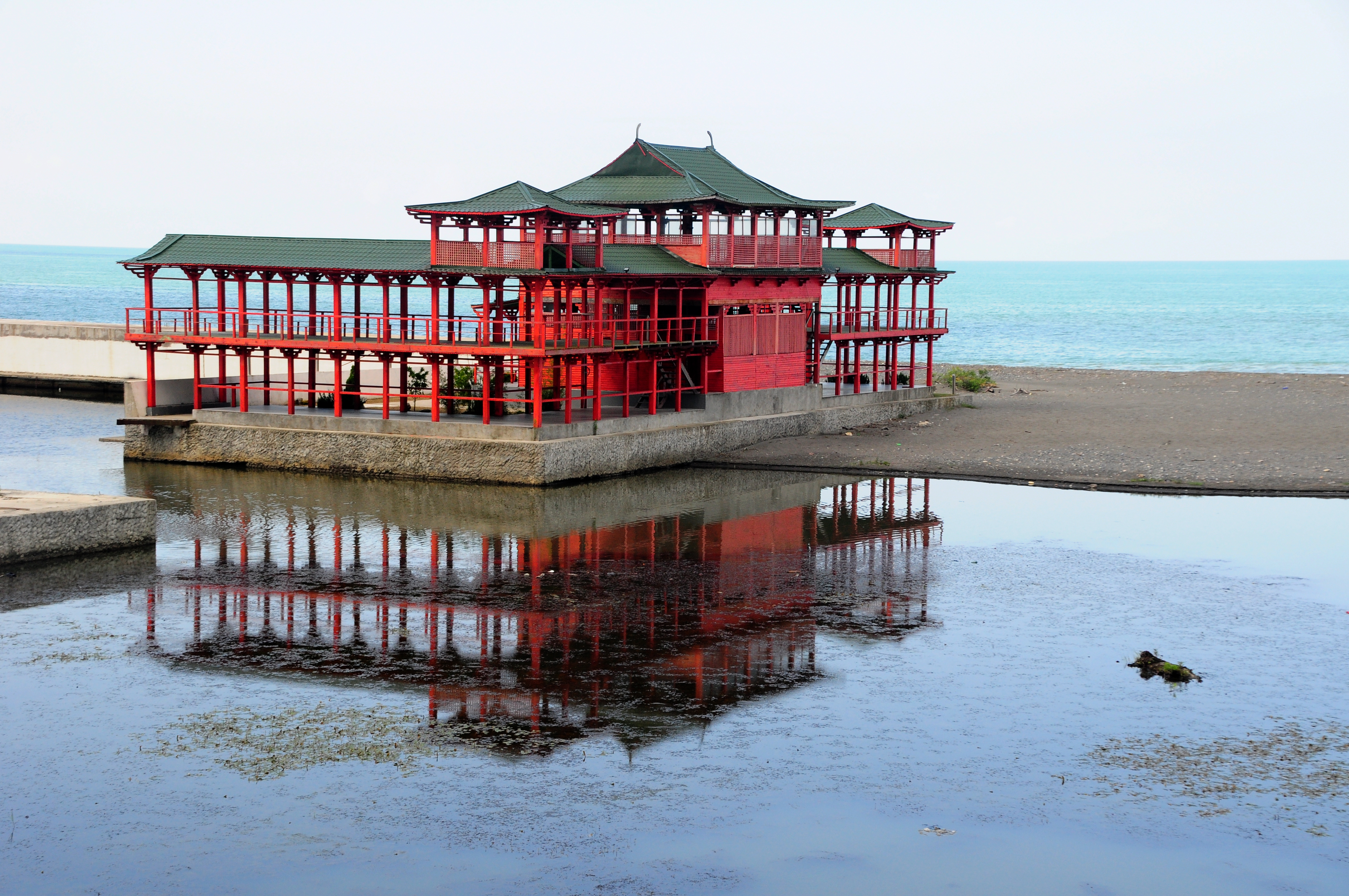
Byggnad vid stranden
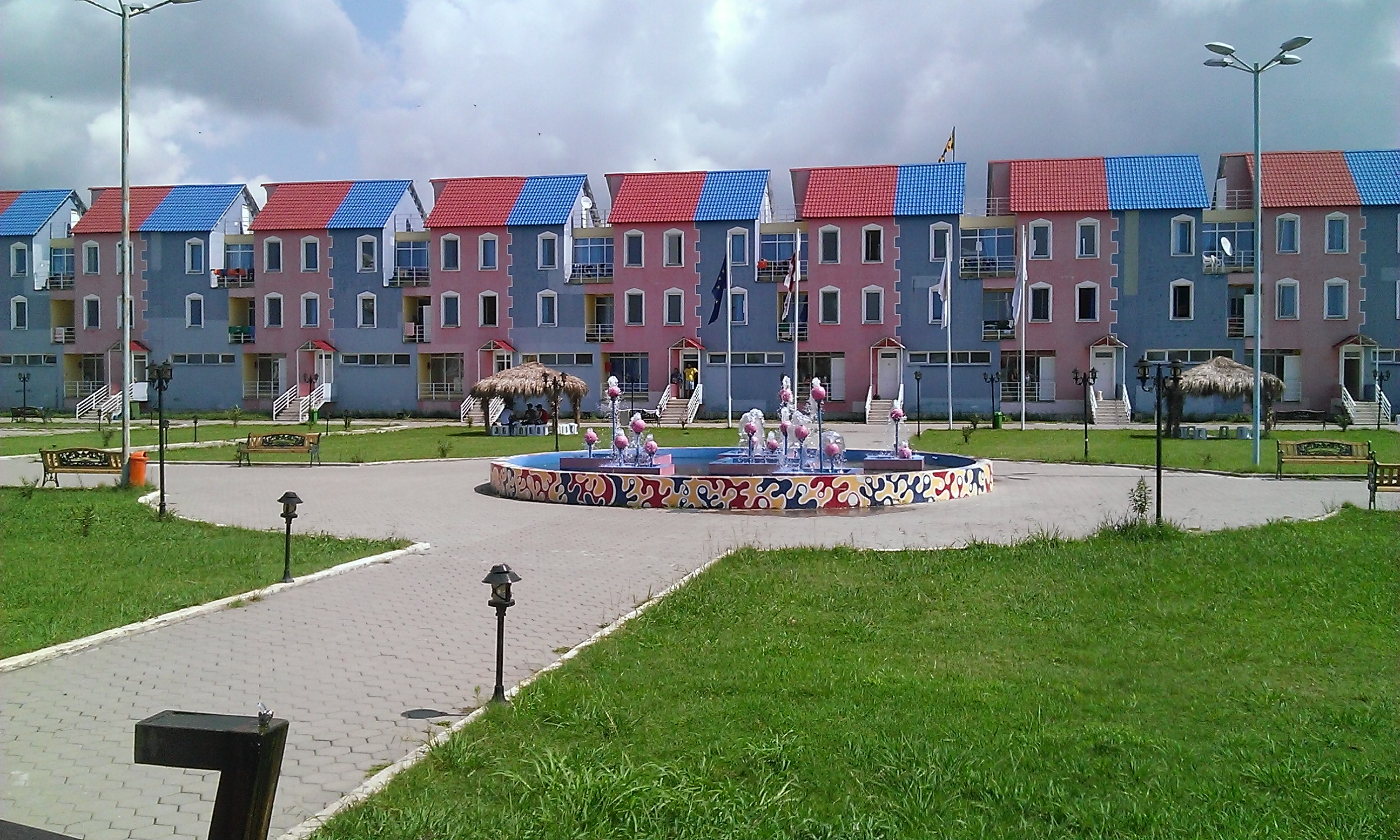
Anaklia Camp

## Anaklias hamn
Söder om Anaklia påbörjades 2018 anläggandet av en ny djupvattenshamn, Anaklias hamn.